# Assiminea globulus
Assiminea globulus е вид коремоного от семейство Assimineidae. Видът не е застрашен от изчезване.

## Разпространение
Разпространен е в Южна Африка (Западен Кейп, Източен Кейп, Квазулу-Натал и Северен Кейп).

## Описание
Популацията на вида е стабилна.